# Thalassocnus
Il talassocno (gen. Thalassocnus) è un bradipo estinto dalle abitudini acquatiche, vissuto nel Pliocene (tra 6 e 2 milioni di anni fa). I suoi resti sono stati rinvenuti esclusivamente in Perù e in Cile.

## Un bradipo marino?
Contrariamente agli altri grandi bradipi terricoli estinti (come Megatherium e Megalonyx), il talassocno era un animale semiacquatico. Questo strano mammifero è conosciuto per numerosi fossili provenienti da un unico deposito di origine marina, la formazione Pisco nella costa meridionale del Perù (de Muizon et al., 2004). Nonostante l'idea di un bradipo marino possa sembrare assurda, è pur vero che i bradipi sono ottimi nuotatori. La costa del Perù, all'epoca in cui visse il talassocno, era desertica; ciò significa che per animali grandi come i bradipi terricoli, l'unica possibilità di raggiungere facilmente il cibo era quella di nutrirsi delle piante acquatiche presenti in gran numero al largo della costa.

## Nutrirsi al largo
Le prime specie di talassocno mostrano un notevole grado di usura dei denti, probabilmente dovuto alla masticazione di molta sabbia insieme alle piante (de Muizon et al., 2003b). Si presume, quindi, che questi animali abbiano iniziato a nutrirsi dei vegetali rigettati sulla spiaggia o nelle immediate vicinanze della costa; in questo modo il nuotare avrebbe sollevato una gran quantità di sabbia. Con il passare del tempo, il talassocno potrebbe essersi spinto sempre più al largo: le ultime specie di questo animale, infatti, non mostrano alcun segno di denti consumati, ad indicare che la loro nutrizione era interamente acquatica, a discreta distanza dalla riva.

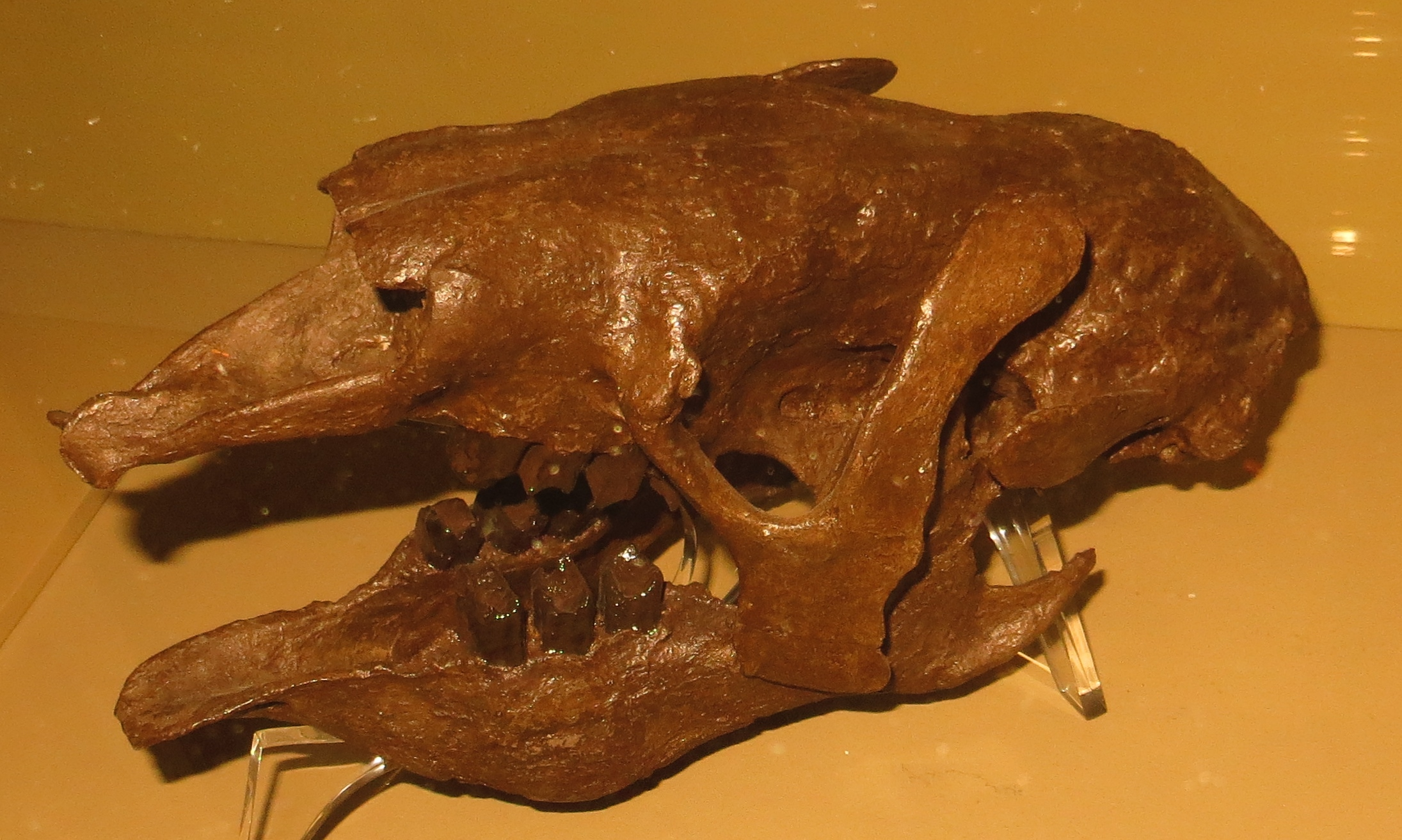
Cranio di Thalassocnus

## Evoluzione delle specie
Il talassocno offre un perfetto esempio di serie evolutiva all'interno di un singolo genere: di questo animale si conoscono cinque specie, ognuna delle quali a un differente livello della formazione Pisco. È probabile, quindi, che solo una specie alla volta abitasse la zona, dando in seguito origine alla specie successiva. Ogni specie mostra un maggior livello di adattamento alla nutrizione e a un modo di vita acquatici. Ad esempio, la mascella inferiore di Thalassocnus antiquus (la specie più antica), è decisamente più corta e di forma diversa rispetto a quella di Thalassocnus yaucensis (la specie più recente). Si suppone che questo cambiamento fosse correlato allo sviluppo di spesse labbra muscolose, adatte a strappare le alghe. Sembra che le ultime specie possedessero caratteristiche più consone a pascolare che a brucare.

### Filogenesi
```
o †
Thalassocnus
 de Muizon & McDonald, 1995
    |-- †
T. antiquus
 de Muizon, McDonald, Salas & Urbina, 2003
    `--+-- †
T. natans
 de Muizon & McDonald, 1995
       `--+-- †
T. littoralis
 McDonald & de Muizon, 2002
          `--+-- †
T. carolomartini
 McDonald & de Muizon, 2002
             `-- †
T. yaucensis
 de Muizon, McDonald, Salas & Urbina, 2004
```

## Artigli per aggrapparsi

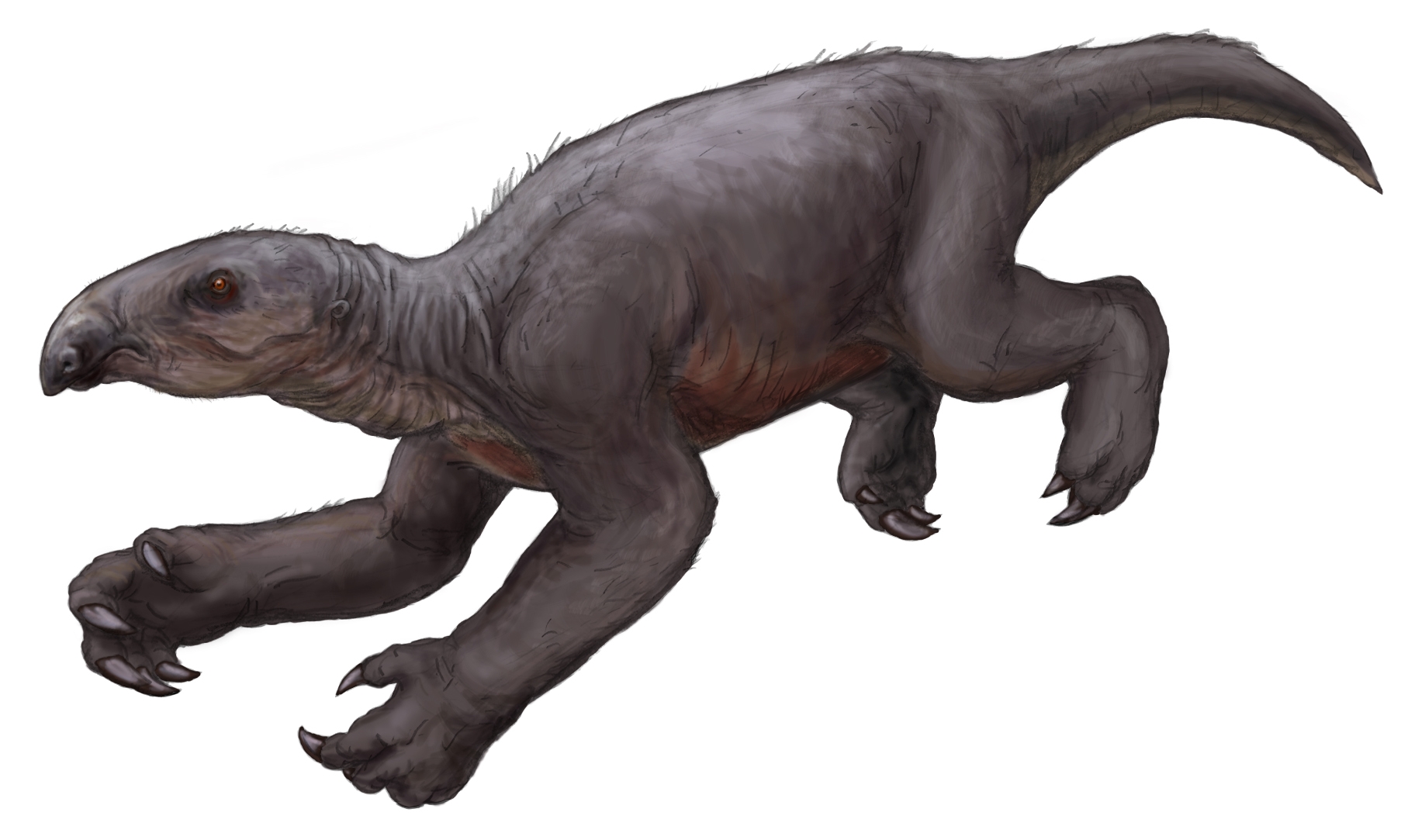
Ricostruzione di Thalassocnus natans

Stranamente, tutte le specie di talassocno sono sprovviste di un adattamento per la vita acquatica tipico dei grandi vertebrati marini che si nutrono sui fondali: la pachiostosi, ovvero l'ispessimento delle ossa (ad es. le costole). Questo ispessimento si è evoluto diverse volte, come nei pliosauri e sirenii, aumentando la densità delle ossa per aiutare l'animale a rimanere sommerso, dal momento che il corpo tende a galleggiare in superficie. Thalassocnus era sprovvisto di questo tipo di adattamento; gli studiosi pensano che questi bradipi, invece di sviluppare la pachiostosi, usassero i loro giganteschi artigli per ancorarsi al fondo marino. Questo comportamento si nota anche nell'odierna iguana marina (Amblyrhynchus cristatus), che si nutre di alghe e possiede anch'essa grandi artigli. È possibile, inoltre, che gli artigli fossero utili al talassocno per afferrarsi alle rocce quando entrava e usciva dall'acqua, in particolare in presenza di onde.

## Peli o pelle nuda?
I talassocni dovevano essere degli animali dall'aspetto molto particolare, ma non è chiaro quale fosse il loro rivestimento corporeo. I bradipi attuali, e probabilmente la maggior parte di quelli estinti possiedono una pelliccia molto folta e lunga, totalmente inadatta a uno stile di vita acquatico, ed è improbabile che il talassocno possedesse questo tipo di rivestimento. È più probabile che avesse una pelle nuda, come quella dei cetacei o dei sirenidi, o più verosimilmente fosse ricoperto da uno strato di pelo corto e ispido, come quello delle otarie o della lontra marina.
È probabile che il talassocno, nel corso dei cinque milioni di anni della sua evoluzione, abbia condiviso il suo habitat con un altro mammifero marino aberrante, il cetaceo Odobenocetops, vissuto nello stesso periodo e negli stessi luoghi.